# Vladímir Nizhegorodov
Vladímir Nizhegorodov es un deportista soviético que compitió en remo como timonel. Ganó dos medallas en el Campeonato Mundial de Remo, oro en 1981 y bronce en 1983.

## Palmarés internacional
| Campeonato Mundial | Campeonato Mundial | Campeonato Mundial | Campeonato Mundial |
| Año                | Lugar              | Medalla            | Prueba             |
| ------------------ | ------------------ | ------------------ | ------------------ |
| 1981               | Múnich (RFA)       | Medalla de oro     | Ocho con timonel   |
| 1983               | Duisburgo (RFA)    | Medalla de bronce  | Cuatro con timonel |